# Jan Bártů
Jan Bártů (* 16. Januar 1955 in Prag) ist ein ehemaliger tschechoslowakischer Pentathlet.

## Leben
Bártů gehörte bei den Olympischen Spielen 1976 in Montreal erstmals zum tschechoslowakischen Aufgebot. Mit 5466 Punkten gewann er im Einzelwettbewerb die Bronzemedaille, mit der Mannschaft, zu der außer ihm noch Jiří Adam und Bohumil Starnovský zählten, gewann er Silber. 1980 nahm Bártů auch an den Spielen in Moskau teil. Im Einzel belegte er den 16. Platz, mit der Mannschaft wurde er Sechster.
Sein Vater Karel Bártů war ebenfalls ein Pentathlet, der an den Olympischen Spielen 1948 teilgenommen hatte.